# Yumachrysa
Yumachrysa är ett släkte av insekter. Yumachrysa ingår i familjen guldögonsländor.
Kladogram enligt Catalogue of Life:
| Yumachrysa | \| \| Yumachrysa apache \| \| \| \| \| \| Yumachrysa clarivena \| \| \| \| \| \| Yumachrysa incerta \| \| \| \| \| \| Yumachrysa yuma \| \| \| \| |
|            | \| \| Yumachrysa apache \| \| \| \| \| \| Yumachrysa clarivena \| \| \| \| \| \| Yumachrysa incerta \| \| \| \| \| \| Yumachrysa yuma \| \| \| \| |
|            | Yumachrysa apache |
|            | |
|            | Yumachrysa clarivena |
|            | |
|            | Yumachrysa incerta |
|            | |
|            | Yumachrysa yuma |
|            | |